# بيني كونينغهام (لاعب كرة قدم أمريكية)
بيني كونينغهام (بالإنجليزية: Benny Cunningham) هو لاعب كرة قدم أمريكية أمريكي، ولد في 7 يوليو 1990 في ناشفيل في الولايات المتحدة.

## وصلات خارجية
- بيني كونينغهام على موقع مرجع كرة القدم المحترفة.كوم (الإنجليزية)